# Famille Stévenin
Cette page explique l’histoire ou répertorie les différents membres de la famille Stévenin.
Pour les articles homonymes, voir Stévenin.
La famille Stévenin est une famille d'acteurs français.

## Descendance de Jean-François Stévenin
- Jean-François Stévenin (1944-2021), également réalisateur.
  - Sagamore Stévenin (1974).
  - Robinson Stévenin (1981).
  - Salomé Stévenin (1985).
  - Pierre Stévenin (1995).